# Макс Перселл
Макс Перселл (англ. Max Purcell) — австралійський тенісист, що спеціалізується на парній грі, Вімблдонський чемпіон 2022 року в парному розряді.

## Значні фінали

### Фінали турнірів Великого шолома

#### Парний розряд: 4 (1 титул)
| Результат | Рік  | Турнір               | Поверхня | Партнер         | Супротивники                  | Рахунок                                 |
| --------- | ---- | -------------------- | -------- | --------------- | ----------------------------- | --------------------------------------- |
| Поразка   | 2020 | Australian Open      | Хард     | Люк Савілль     | Раджив Рам Джо Салісбері      | 4–6, 2–6                                |
| Поразка   | 2022 | Australian Open      | Хард     | Меттью Ебден    | Танасі Коккінакіс Нік Кирйос  | 5–7, 4–6                                |
| Перемога  | 2022 | Вімблдонський турнір | Трава    | Меттью Ебден    | Нікола Мектич Мате Павич      | 7–6(7–5), 6–7(3–7), 4–6, 6–4, 7–6(10–2) |
| Поразка   | 2024 | Wimbledon            | Трава    | Джордан Томпсон | Гаррі Геліоваара Генрі Петтен | 7–6(9–7), 6–7(8–10), 6–7(9–11)          |